# フィリッポ2世・ディ・サヴォイア
フィリッポ2世・ディ・サヴォイア（Filippo II di Savoia, 1448年2月5日 - 1497年11月7日）は、サヴォイア公、ピエモンテ公、アオスタ伯、モーリエンヌ伯、ニース伯、ブレス伯、キプロス王、エルサレム王（在位：1496年 - 1497年）。フランス語名フィリップ2世・ド・サヴォワ（Philippe II de Savoie）。サヴォイア＝ブレッセ家の祖。父はサヴォイア公ルドヴィーコ、母はアンヌ・ド・リュジニャン。

## 生涯
サヴォイア公位は兄アメデーオ9世の家系によって継承されていたが、その孫カルロ・ジョヴァンニ・アメデーオ（カルロ2世）の死によって断絶した。この時、フィリッポがサヴォイア家の男系男子で最近親者であったことから、相続人となることができた。この時までサヴォイア家の相続権はサリカ法によることが定められていたわけではなかったが、以後はイタリア王国時代に至るまで男系継承が行われることになった。
フィリッポ2世は公位継承の翌年、1497年に死去した。先妻マルゲリータ（マルグリット）との間の息子フィリベルト2世、次いで後妻クラウディーナ（クロディーヌ）との間の息子カルロ3世が後を継いだ。

## 子女
最初の妻マルグリット・ド・ブルボン（1438年 - 1483年、ブルボン公シャルル1世の娘）との間に2男1女をもうけた。
- ルイーザ（1476年 - 1531年） - アングレーム伯シャルルと結婚。フランス王フランソワ1世、ナバラ王妃マルグリットの母。
- ジローラモ（1478年）
- フィリベルト2世（1480年 - 1504年） - サヴォイア公

2番目の妃クロディーヌ・ド・ブロス（1450年 - 1513年）との間に5男1女をもうけた。
- カルロ3世（1486年 - 1553年） - サヴォイア公
- ルイージ（1488年 - 1502年）
- フィリッポ（1490年 - 1533年） - ヌムール公、サヴォワ＝ヌムール家の祖
- アッサローネ（1494年）
- ジョヴァンニ・アメデーオ（1495年）
- フィリベルタ（1498年 - 1524年） - ヌムール公ジュリアーノ・デ・メディチと結婚。

妾のリベーラ・ポルトネーリとの間に庶子が3人いた。
- レナート - ヴィラール伯、タンド伯
- アントーニア - モナコ領主ジャン2世と結婚
- ピエトロ - ジュネーヴ司教

妾のボナ・ディ・ロマニャーノとの間に庶子が4人いた。
- クラウディア - ホールネ伯ヤン3世と結婚
- マルゲリータ - コスタ・ディ・キエーリ伯フェレオルと結婚
- ジョヴァンナ
- ミケーレ - 修道士